# Nordborg
Nordborg (niem. Norburg) – miasto w południowej Danii na wyspie Als, 50 km od granicy niemieckiej. Nordborg leży w regionie Dania Południowa w gminie Sønderborg.
Do 1 stycznia 2007 roku Nordborg był siedzibą gminy Nordborg, która w wyniku reformy administracyjnej została włączona do gminy Sønderborg.
W Nordborg znajduje się siedziba firmy Danfoss produkującej urządzenia mechaniczne i elektryczne kontrolujące ciepło oraz klimatyzację domową i biurową. Firma w dużym stopniu przyczyniła się do rozwoju miasta, jest także jednym z największych pracodawców w Nordborg.
Do atrakcji turystycznych Nordborga należą:
- zamek Nordborg z 1150 roku
- najwyższy w Europie zegar słoneczny